# Lhota u Lipníka nad Bečvou
Lhota ist eine Gemeinde in Tschechien. Sie liegt fünf Kilometer südöstlich von Lipník nad Bečvou und gehört zum Okres Přerov.

## Geographie
Lhota befindet sich westlich des Maleníkwaldes in der Podbeskydská pahorkatina (Vorbeskidenhügelland). Das Dorf liegt am Oberlauf der Šišemka, die hier auch Lhotský potok genannt wird. Nordöstlich erhebt sich die Krásnice (464 m), im Osten der Maleník (479 m), südöstlich der Pavelák (366 m) und im Westen die Hana (357 m). Gegen Norden befindet sich die Ruine der Burg Helfštýn.
Nachbarorte sind Týn nad Bečvou im Norden, Zadní Familie, Rybáře, Pod Křivým, Teplice nad Bečvou und Zbrašov im Nordosten, Valšovice, Na Krásné Vyhlídce, Paršovice und Rakov im Osten, Dolní Nětčice, Soběchleby und Radotín im Südosten, Vidláč, Oprostovice und Bezuchov im Süden, Kladníky, Větřák und Prusínky im Südwesten, Hlinsko im Westen sowie Nové Dvory und Podhůra im Nordwesten.

## Geschichte
Archäologische Funde belegen eine Besiedlung des Gemeindegebietes seit der Jungsteinzeit. Am bedeutsamsten sind fünf Hügelgräber mit Urnen und einem eisernen Schwert.
Die erste schriftliche Erwähnung des Ortes erfolgte 1275 im Zusammenhang mit Petrus de Kozarini Hloti. Ab 1349 wurde das Dorf als Kozarzyna Lhota bzw. Kozorzina Lhota bezeichnet. 1447 wurde Lhota in der Landtafel beim Verkauf der Herrschaft Helfenstein durch Georg von Krawarn an Wok von Sovinec als eines der zugehörigen Dörfer genannt. Die Matriken wurden seit 1623 in Lipník nad Bečvou geführt. Während des Dreißigjährigen Krieges fiel die Herrschaft Helfenstein an die Dietrichsteiner, die Leipnik zum Sitz der Herrschaft machten. Lhota war infolge dieses Krieges verödet, 1648 waren lediglich neun der Anwesen noch bewirtschaftet. Im Jahre 1718 wurde der Ort Lhotka und 1794 Lhota Kozaržina genannt. 1784 wurde Lhota nach Hlinsko umgepfarrt. Bis zur Mitte des 19. Jahrhunderts blieb das Dorf immer nach Leipnik untertänig.
Nach der Aufhebung der Patrimonialherrschaften bildete Lhota ab 1850 eine Gemeinde in der Bezirkshauptmannschaft Mährisch Weißkirchen. 1855 wurde sie dem Bezirk Leipnik und ab 1868 erneut dem Bezirk Mährisch Weißkirchen zugeordnet. 1876 wurde eine einklassige Dorfschule eingerichtet. Die Freiwillige Feuerwehr bildete sich 1895. Lhota bestand im Jahre 1900 aus 70 Häusern und hatte 321 Einwohner. Beim Zensus von 1921 lebten 267 Personen in der Gemeinde. Im Jahre 1960 wurde die Gemeinde dem Okres Přerov zugeordnet. 1976 wurde Lhota dem Örtlichen Nationalausschuss (MNV) Soběchleby angeschlossen und 1983 gänzlich nach Soběchleby eingemeindet. Seit 1990 bildet Lhota wieder eine eigene Gemeinde. Seit 1993 führt sie ein Wappen und Banner.

## Gemeindegliederung
Für die Gemeinde Lhota sind keine Ortsteile ausgewiesen.

## Sehenswürdigkeiten

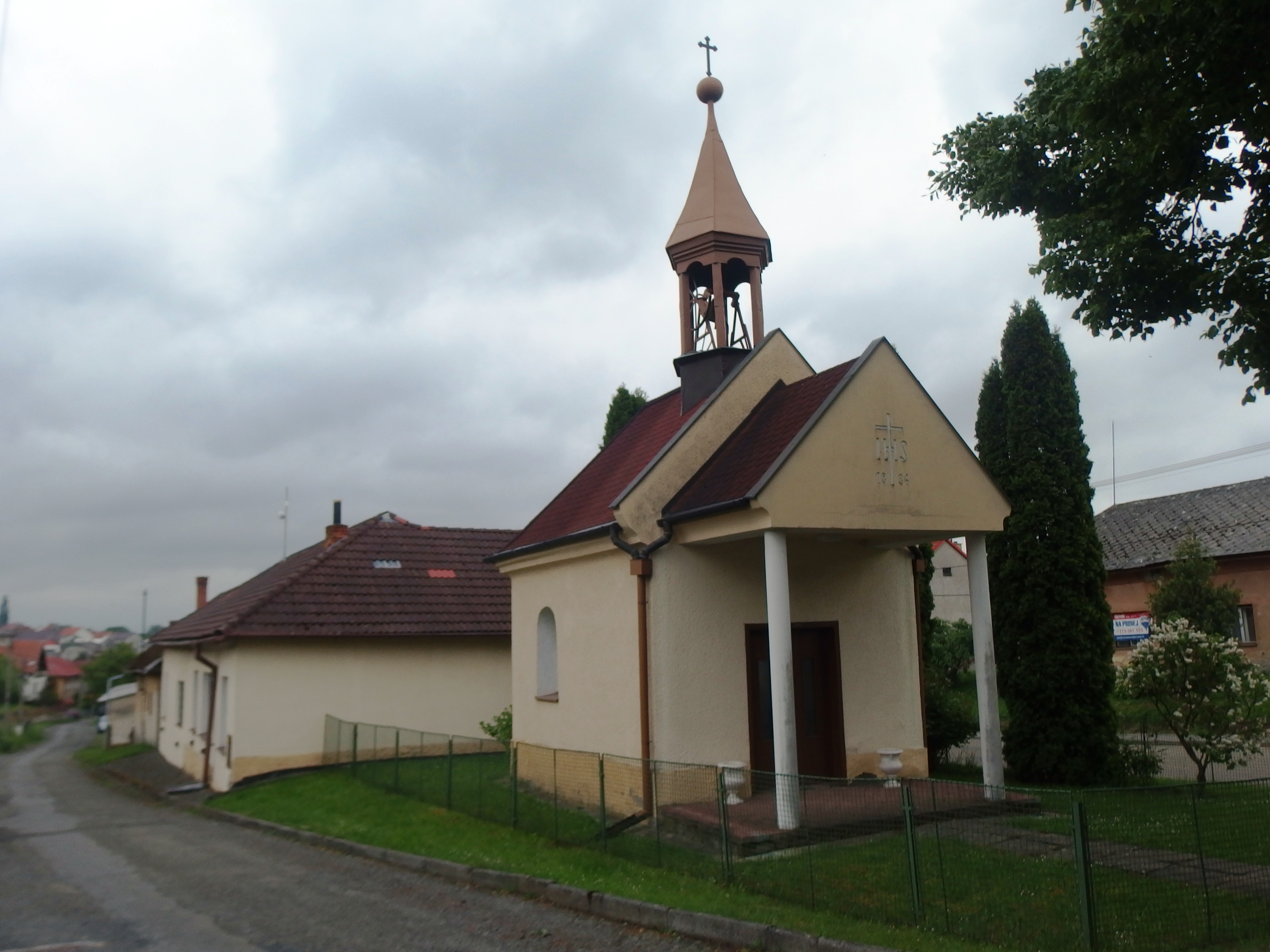
Kapelle

- Kapelle des hl. Wenzel, im nördlichen Teil des Dorfes, erbaut 1834
- Statue der hll. Kyrill und Method
- Gedenkstein für die Gefallenen des Ersten Weltkrieges, errichtet 1929